# Iruma-gawa
La rivière Iruma (入間川, Iruma-gawa) est une rivière de la préfecture de Saitama au Japon, dans la région de Kantō. Elle se jette dans la rivière Ara.
La ville d'Iruma tient son nom de la rivière.